# مرکز مالی فراساحلی
مرکز مالی فراساحلی به مناطقی گفته می‌شود که به دلیل نرخ مالیات کم، مقررات انعطاف‌پذیر و سیاست‌های پنهان‌کاری دقیق، برای تأسیس شرکت‌های تابعه، گزینه بسیار جذابی محسوب می‌شوند.
شرکت‌های بزرگی مانند گوگل، اپل و جنرال الکتریک اقدام به تأسیس شرکت‌های تابعه برون مرزی، برای بهره‌مندی از منافع مالی متعدد آن کرده‌اند؛ بطورمثال فعالیت شرکت‌های تابعه فراساحلی به گوگل کمک کرد تا نرخ مالیات (فعالیت) در خارج از کشور را به ۲٫۴ درصد کاهش دهد که کمترین میزان نرخ مالیات در مقایسه با پنج شرکت فناوری آمریکا است.